# Fresagrandinaria
Fresagrandinaria je město v provincii Chieti v italské oblasti Abruzzo.
V roce 2004 mělo 1088 obyvatel a 45,3 obyvatel na km².

## Partnerská města
Fresagrandinaria je v partnerském svazku s následujícími městy:
- Nowa Sól (Polsko)
- Püttlingen (Německo)
- Saint-Michel-sur-Orge (Francie)
- Senftenberg (Německo)
- Veszprém (Maďarsko)
- Žamberk (Česko)